# قبور السلاطين

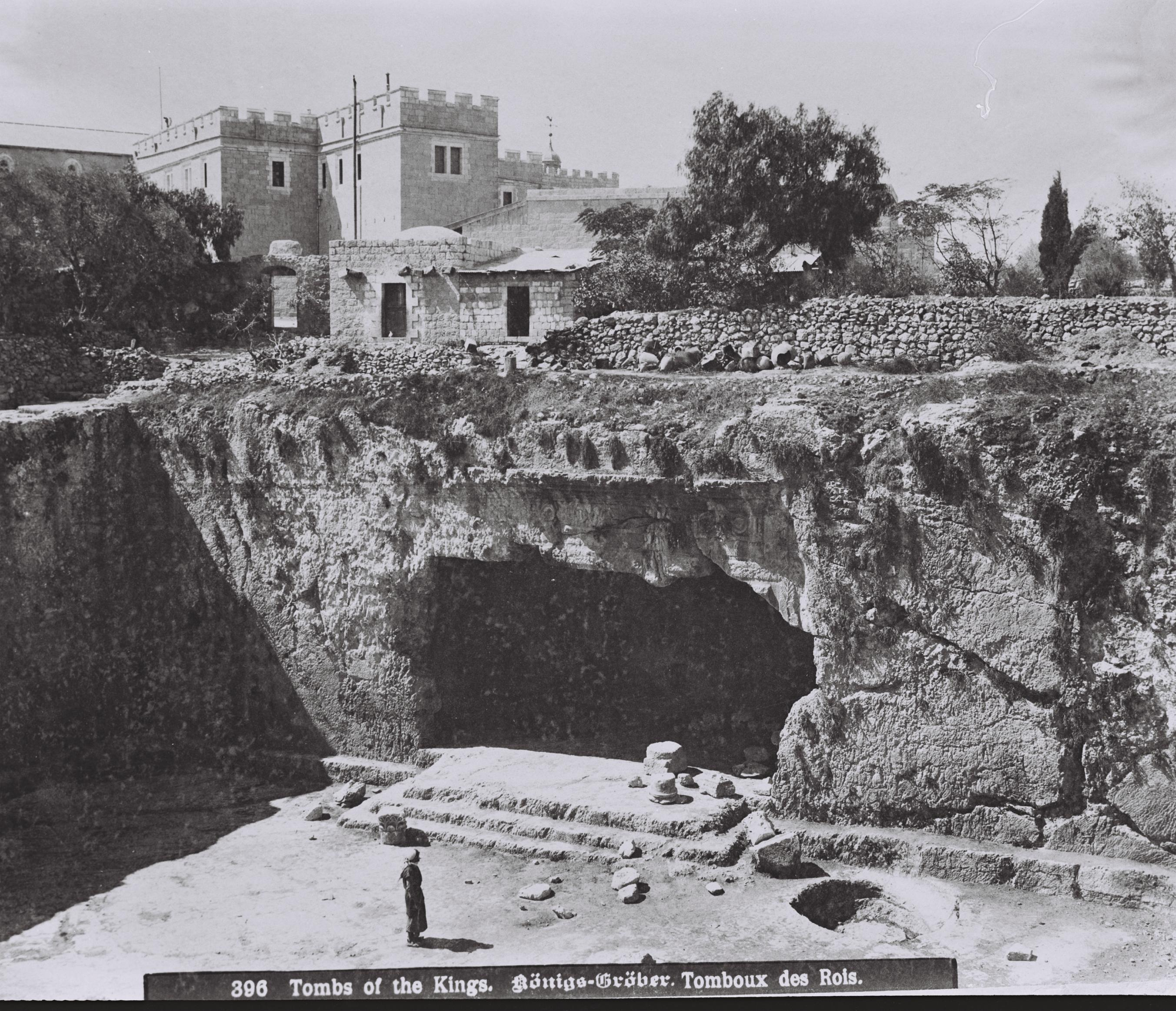
قبور السلاطين في القدس عام 1910.

قبور السلاطين (بالعبرية: קברי המלכים) هي مجموعة من الصخور المحفورة في الصخر كمقابر، وتقع شرقي القدس على بعد 820 مترًا شمال البلدة القديمة. تم التنقيب عن الموقع في عام 1863 من قبل علماء الآثار الفرنسيين. وقد وصف الموقع من قبل بوسانياس الجغرافي اليوناني بأنه القبر الثاني الأكثر جمالاً في العالم بعد ضريح موسولوس، أحد عجائب الدنيا السبع القديمة.

## الدخول إلى الموقع
في 15 مايو 2019، قامت منظمة "هكديش" برفع دعوى قضائية ضد الحكومة الفرنسية التي تملكت الموقع بعد شراء يهود فرنسيين له عام 1878. حاولت هكديش إثبات حق اليهود في الموقع، وفي 27 يونيو 2019، أعادت القنصلية الفرنسية في القدس فتح الموقع جزئيًا أمام الزوار، وسيظل الدخول إلى غرف الدفن الداخلية محظورا، لكن يمكن للجمهور شراء تذاكر لزيارة فناء المقبرة ومدخلها. ظلت التوترات قائمة بين السلطات الفرنسية وكل من الاورثوذكس الإسرائيليين واليهود المتشددين الذين يعترضون على ملكية الموقع ورسوم الدخول.

### طالع أيضًا
- مقبرة مأمن الله (مقبرة في القدس)
- مقبرة باب الرحمة (مقبرة في القدس)